# Carlos Matos Gomes
Carlos Manuel Serpa de Matos Gomes (Vila Nova da Barquinha, 24 de julho de 1946 – Lisboa, 13 de abril de 2025), também conhecido pelo pseudónimo de Carlos Vale Ferraz, foi um escritor português e um dos Capitães de Abril.Coronel do Exército reformado,  fixo a carreira de Cabalaría da Academia Militar. Também foi investigador de História Contemporânea de Portugal.

## Biografia

### Infância e Formação
Nasce em 24 de Julho de 1946, em Vila Nova da Barquinha.
Colega de escola de Salgueiro Maia no Colégio Nun'Álvares, em Tomar, este será seu amigo desde os 11 anos. Outros colegas de escola incluíam João de Matos, que seria chefe do Estado-Maior de Angola, e Júlio Semedo, embaixador do PAIGC na Suécia e depois na ONU, tornando-se um dos negociadores após o 25 de abril de 1974.
Foi expulso da Mocidade Portuguesa.

### Na guerra colonial
Durante a Guerra Colonial cumpriu três comissões em Angola, Moçambique e Guiné, durante mais de cinco anos. Como Comando primeiro em Moçambique aos 20 anos e depois em Angola. Volta a Moçambique e acaba na Guiné. Esta última comissão dura 24 meses. Em duas das comissões comandou uma companhia de Comandos africanos. Cruzou-se com o seu amigo Salgueiro Maia em Moçambique e na Guiné. Ficou ferido em combate e foi condecorado com as Medalhas de Cruz de Guerra de 1.ª e 2.ª Classe.
Do período de destacamento nas colónias, ficou chocado com exploração e racismo contra africanos habituado a uma convivência igualitária com os seus colegas de colégio africanos. Destaca ainda a falta de apoio aos militares dos brancos em Moçambique em contraste com Angola, o que relaciona com a proximidade do conflito de Luanda nesta última.

### De Capitão de Abril ao 25 de Novembro de 1975
Carlos Matos Gomes foi um dos primeiros capitães a entrar na conspiração para a preparação da revolução dos cravos. A conspiração de António Pedro De Vasconcelos  relata a sua entrada ao encontrar o futuro jornalista José Manuel Barroso e outro capitão no avião para a Guiné. Aqui, torna-se amigo de Otelo Saraiva de Carvalho em 1972.
O golpe apanha-o na Guiné. Após o golpe, pertence à Assembleia do MFA durante o ano de 1975. O 25 de Novembro de 1975 apanha-o a fazer palestras sobre a revolução portuguesa em universidades na Alemanha com o Adelino Gomes. 
Nunca foi comunista mas questiona o grau de democracia existente atualmente em comparação com o PREC. Na democracia formal muitos dos órgãos são eleitos indiretamente, dando o exemplo do Procurador-Geral da República. Segundo ele, “nunca vivemos numa democracia tão alargada quanto a que existiu desde o 25 de Abril até ao 25 de Novembro.”

### Contribuição cívica
Fez parte do Conselho Consultivo do Museu do Aljube Resistência e Liberdade desde a sua fundação.
Torna-se um novelista e historiador prolífico - ver abaixo.
Nos últimos anos a sua participação tornou-se mais frequente na televisão e outros meios de comunicação social como comentador e especialista militar. Por exemplo, em Julho de 2021, publica o ensaio “Subversão e uma guerra anacrónica” sobre a guerra colonial.

### Morte e distinções
Falece a 13 de abril, tranquilamente, ao “som de músicas de abril”.
A sua morte é noticiada nos principais canais de televisão e outros meios de comunicação social. Os jornais destacam o seu estatuto de “Capitão de Abril”. O Diário de Notícias intitula ainda de “O Desalinhado Destemido”. Luis Pedro Nunes presta o seu tributo, no Eixo do mal da SIC.
O Presidente da República, Marcelo Rebelo de Sousa destaca uma "vida de intervenção cívica e pedagógica muito diversificada e intensa, sempre na defesa dos valores porque se batera há mais de cinco décadas". Também a Câmara de Lisboa enaltece o seu papel, possivelmente por iniciativa dos Verdes.
Durante a sua vida recebeu várias distinções. Duas Medalhas de Cruz de Guerra de 1.ª e 2.ª Classe. A sua novela "A Última Viúva de África" recebeu o prémio Prémio Fernando Namora 2018.

## Novelista
Sob o pseudónimo literário de Carlos Vale Ferraz vai publicar várias novelas. Passava férias com um tio de seu pai que era um excelente contador de histórias. Este tinha uma quinta em Cernache do Bonjardim chamada a Quinta de Vale Ferraz, de onde retirou o seu pseudónimo. Adoptou o pseudónimo para demarcar o militar de carreira que toda a vida foi, do escritor que passou a ser desde que, em 1982, se estreou com Nó Cego.
Terá ainda colaborado no argumento de Capitães de Abril (2000).

### Novelas (Como Carlos Vale Ferraz)
- Nó Cego (1982). Em 2000 Editora Notícias. Casa das Letras em 2008, Porto Editora em 2018. Obra de referência obrigatória na narrativa portuguesa sobre a guerra colonial.[19]
- Os Lobos Não Usam Coleira (1995). Editorial Notícias. Livro que deu origem ao filme Os Imortais de António Pedro Vasconcelos (2003).[20]
- Soldadó (1996). Editora Notícias. A história de um soldado profundamente rural, o "Soldadó" que vai participar na guerra colonial portuguesa.
- Flamingos Dourados (2004). Editora Notícias.
- Fala-me da África (2007). Casa das Letras. A série de 43 episódios Sizalinda (RTP) baseou neste romance.[21]
- Basta-me Viver (2010). Casa das Letras. História de amor de duas mães põe-los seus filhos.
- A Mulher do Legionário (2013). Casa das Letras.
- A Estrada dos Silêncios (2015). Casa das Letras.
- A Última Viúva da África (2017). Porto Editora. Narra a história de Alice Oliveira. Prémio Literário Fernando Namora/2018
- Que fazer contigo, pá? (2019). Porto Editora. A história de Rúben, herói de 25 de Abril, derrotado de 25 de novembro.[22]
- "Geração D - Da Ditadura à Democracia" (2024). "Democracia, da Deserção, da Descolonização, das Doutrinas e do Doutrinar, da Discussão, da Dialética, do Desmistificar, do Desmobilizar, da Denúncia, da Desobediência, do Divórcio"[23]

### Novelas (Como Carlos de Matos Gomes)
- Moçambique 1970 (2002). Tribuna da História

## Historiador
Em coautoria com Aniceto Afonso, publicou, entre outros, Guerra Colonial, com dados relevantes e reflexões indagadas sobre este período fulcral da História contemporânea portuguesa.

#### Coautorias com Aniceto Afonso
- Guerra Colonial (2000). Editora Notícias.
- Guerra Colonial - Um Repóter em Angola (2001). Editorial Notícias. Com fotografias de Fernando Farinha e textos do biografado.[25]
- Portugal e a Grande Guerra 1914-1918 (2013). Verso da História.
- Os Anos da Guerra Colonial 1961-1975 (2010). Quidnovi II.
- Alcora. O Acordo Secreto do Colonialismo. Portugal, África do Sul e Rodésia na última fase da guerra colonial (2013). Divina Comédia.
- Portugal e a Grande Guerra 1914 - 1915. Uma História Diferente (2014). Verso da História.
- Portugal e a Grande Guerra 1914 - 1915. As Trincheiras (2014). Verso da História.
- Portugal e a Grande Guerra 1917 - 1918. Uma Guerra Mundial (2014). Verso da História.
- Portugal e a Grande Guerra 1919-. O Pós-Guerra (2014). Verso da História.
- Portugal e a Grande Guerra 1918 - 1919. O fim da Guerra (2014). Verso da História.
- Portugal e a Grande Guerra 1914- O Início da Guerra (2014). Verso da História.
- A Conquista das Almas. Cartazes e panfletos da acção psicológica na guerra colonial (2016). Verso da História.
- "Guerra Colonial" (2020) de Aniceto Afonso e Carlos Matos Gomes, compilado de fascículos publicados com o DN.[25]